# 羽深成樹
羽深 成樹（はぶか しげき、1958年4月14日 - ）は、日本の財務官僚。内閣府審議官などを歴任。

## 来歴
千葉県出身。開成高等学校、東京大学法学部第1類（私法コース）卒業。大学ではサッカー部に所属。
1981年 大蔵省にトップで入省。配属先は大臣官房秘書課。
1982年5月 大臣官房秘書課調査係長心得。
1984年7月 理財局国債課企画係長。
1986年7月 米沢税務署長。
1989年 主税局総務課長補佐（歳入担当）。
1990年 和歌山県総務部財政課長。
1993年7月 主計局主計官補佐（防衛第一係主査）。
1994年 主計局主計官補佐（文部第一、二係主査）。
1996年7月関東財務局理財部長。同年11月 各省庁で将来を背負うエース級を収集した行政改革会議の調査員となる。
1998年7月1日 大臣官房文書課企画官。同年7月30日 大臣官房企画官兼大臣官房文書課広報室長。
2001年7月10日 財務省主計局調査課長。
2003年7月 主計局主計官（内閣、司法、警察係担当）。
2006年7月28日 大臣官房信用機構課長。
2007年3月27日 大臣官房信用機構課長兼大臣官房会計課長。
2009年9月 鳩山由紀夫内閣発足とともに内閣総理大臣秘書官。続く菅直人内閣でも総理秘書官となる。
2011年9月2日 主計局次長（次席）。2012年8月17日 大臣官房付兼内閣官房内閣審議官（内閣総務官室）兼内閣官房国家戦略室員。
2013年1月6日 大臣官房付兼内閣府大臣官房審議官（経済財政運営担当）。規制改革会議を担当。
2014年1月10日 内閣府政策統括官（経済社会システム担当）。同年7月 規制改革推進室長（併任）。
2016年6月17日 内閣府審議官。防災などを担当。2017年7月11日に退官。同年11月 三菱ケミカルホールディングス執行役員経営戦略部門。
2019年4月 三菱ケミカルホールディングス執行役（政策・渉外室、広報・IR室（広報）分担政策・渉外室長）。
2022年4月 三菱ケミカルホールディングス執行役シニアバイスプレジデント（渉外所管）。
2023年3月 楽天グループ取締役。

## 著作
『論語とやせ我慢』（PHP研究所、2014年）
『経済プレミア 孔子は働く人の水先案内人』（毎日新聞、2017年）

## 同期入省者
- 中原広（国税庁長官、理財局長、財務総合政策研究所長）
- 浅川雅嗣（アジア開発銀行総裁、財務官、国際局長、大臣官房総括審議官、麻生財務大臣秘書官事務取扱、国際局次長）
- 門間大吉（国際局長、財務総合政策研究所長）
- 宮内豊（TPP政府対策本部国内調整総括官、関税局長、関東信越国税局長）
- 石原一彦（日本地震再保険会長、内閣府審議官、内閣府沖縄振興局長）
- 富屋誠一郎（SBJ銀行社長、国土交通省政策統括官、内閣府地方創生推進室長代理、大阪国税局長、理財局次長）
- 百嶋計（大臣官房参事官（大臣官房担当）兼大臣官房審議官（大臣官房担当）、造幣局理事長、大臣官房参事官（大臣官房担当））
- 乙部辰良（弁護士、関東財務局長、預金保険機構総務部長、東海財務局長）
- 大川浩（東京税関長、関東財務局金融安定監理官、内閣府規制改革推進室次長、横浜税関長、関東信越国税局長）
- 中山厚（愛知学院大学経済学部特任教授、国税不服審判所次長、東海財務局長、預金保険機構検査部長、北海道財務局長、北海道大学公共政策大学院教授）
- 石井菜穂子（地球環境ファシリティ事務局長）
- 松田学（衆議院議員、預金保険機構金融再生部長）